# Tom Westborn

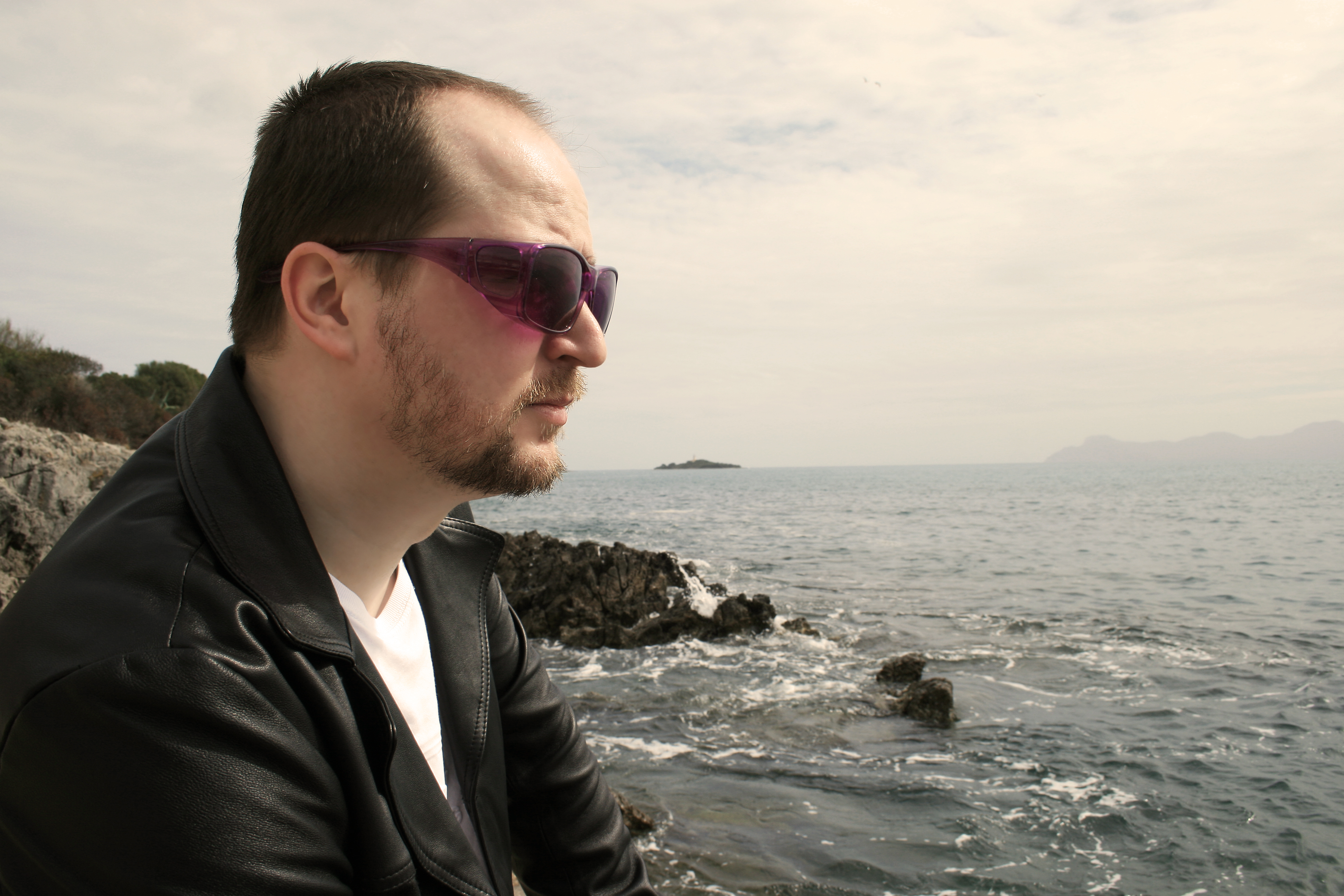
Foto vom Musiker und Sprecher Tom Westborn während seines Aufenthalts auf Mallorca 2020

Tom Westborn (* 1981 in Duisburg, Deutschland) ist ein deutscher Musiker, Produzent und Sprecher. Sein bekanntestes Werk ist der Song Wie Schnee (2016). Darüber hinaus ist Westborn bekannt durch seine Zusammenarbeit mit den Synchronsprechern und Schauspielern Manfred Lehmann, Eckart Dux und Tommi Piper sowie dem Gitarristen Phil Palmer und Eva Jacob von den Jacob Sisters. Seit Ende September 2019 produziert er täglich einen Song. Die Challenge (Jeder 1ag ein Song!) endet am 27. September 2020.

## Werdegang
Erste musikalische Erfahrungen sammelte er ab 1993 als Gitarrist der Schülerband Yes or No in Moers. Dort war er auch Bandleader der Band The Basement, welche 2002 im 1 Live Heimatkult gesendet wurde. Von 1994 bis 2004 war Westborn Gitarrist des Gospelchores Joyful Voices Moers, mit dem er Konzertreisen nach Berlin, Frankreich, Schweden und die USA machte.
2016 veröffentlichte Westborn mit dem Album Wie Schnee sein Erstlingswerk. Der Titelsong wurde unter anderem in der ARD-Hitnacht gesendet.
Das Folgewerk Bring Back the Mojo ist bespickt mit Gastmusikern. So sangen Eckart Dux und Tommi Piper den Refrain vom Titelsong Bring Back the Mojo ein. Und Manfred Lehmann sprach den Anfangs-Slogan zum Titel Alte Helden sterben langsam. Schließlich sang Eva Jacob von den Jacob Sisters gemeinsam mit Westborn das Duett Noch einmal New York.
Im Jahr 2019 kam es zu einer Zusammenarbeit mit dem Star-Gitarristen Phil Palmer von den Dire Straits auf dem Album Ich sah Land. Beim Song Ahoi, ahoi! steuerte Palmer verschiedene Gitarrenparts bei und spielte schließlich ein Gitarrensolo.
Seit dem 28. September 2019 ist Westborn mit seiner Challenge Jeder 1ag ein Song in den Medien und im Internet präsent. Hier produziert er ein Jahr lang jeden Tag einen seiner Songs und veröffentlicht diese auf seinem You-Tube-Channel.

## Diskografie (Auswahl)

### Alben
- 2016: Wie Schnee
- 2017: Bring Back the Mojo
- 2019: Ich sah Land

## Trivia
Tom Westborn ist studierter Volljurist und arbeitet im Gesundheitsbereich. Seine erste Schlagzeile machte er mit einer „SMS von Udo Lindenberg“. Er hat bereits über 700 Songs komponiert. Ralph Siegel lobte seine Songs als kraftvoll und bot eine Zusammenarbeit an. Henning Wehland findet seine Challenge Jeder 1ag ein Song eine Coole Sache. Der Song Christel ist von der Deutschen Alzheimer Gesellschaft auf der Homepage Alzheimer & You veröffentlicht. Westborn`s Markenzeichen sind seine schwarze Lederjacke sowie seine Farbsonnenbrillen, meistens in pinker Farbe zu sehen.